# Hans Joachim Iwand
Hans Joachim Iwand (Pisary, Polen, 11 juli 1899 - Bonn, 2 mei 1960) was een Duitse Evangelisch Lutherse theoloog, professor te Göttingen en later te Bonn, Lutherkenner en bekend van zijn Predigtmeditationen.

## Biografie
Na het afronden van de middelbare school in 1917 te Görlitz studeerde Iwand theologie aan de universiteit van Wrocław, toen bekend als Breslau. Een jaar later, tegen het einde van de Eerste Wereldoorlog, werd hij opgeroepen voor militaire dienst. Als jong soldaat heeft Iwand persoonlijk iets meegemaakt van de verschrikkingen van de Eerste Wereldoorlog. Na de oorlog was hij zes maanden gestationeerd aan de grens met Silezië. Evenals bij vele anderen stortte ook bij Iwand, na de Eerste Wereldoorlog, een hele wereld in. De liberale theologie, die lange tijd overheersend was geweest, voldeed niet meer. Met een optimistisch Gods- en mensbeeld kwam men niet meer uit. Voordat hij verder studeerde in Wroclaw, studeerde hij voor twee semesters aan de universiteit van Halle-Wittenberg in Halle. Zijn leraren waren Erich Schaeder (1861-1936, Hans von Soden (1881-1945) en Rudolf Hermann (1887-1962) Na zijn afstuderen in 1923 was hij inspecteur bij het Lutherheim in Königsberg (nu Kaliningrad) in Oost-Pruisen. In de jaren die volgden op de Eerste Wereldoorlog heeft Iwand zich nog niet direct geheel ontworsteld aan de verbinding van lutherse, enigszins piëtistisch getinte theologie en een conservatief-nationalistische politieke oriëntatie van zijn jeugd. In een wat later stadium gaat hij zich met Luther bezighouden. Maar tegelijk ook met de filosofen Kant en Hegel en heel de godsdienstfilosofie. Iwand promoveerde in 1924, zijn habilitatie volgde in 1927, hij deed zijn tweede theologische examen in 1928. Van 1927 tot 1934 was hij een privatdozent (universitair hoofddocent) aan de universiteit van Königsberg. Vanwege zijn verzet tegen de Deutsche Christen moest hij in 1934 zijn post opgeven. Na een kortstondig hoogleraarschap Nieuwe Testament in Riga, werd hij in 1935 directeur van een Predigerseminar van de Bekennende Kirche in Bloestau, totdat het seminar op last van de overheid gesloten werd. Van 1938 tot 1945 was hij predikant in Dortmund, daarna werd hij hoogleraar systematische theologie, eerst te Göttingen en vanaf 1952 te Bonn. Na 1945 bepleitte hij voor theologie, kerk en politiek de weg van schuldbelijdenis en omkeer, met name jegens Oost-Europa, waar naar zijn overtuiging de grootste schuld lag. Op 29 april 1960 werd hij getroffen door een beroerte, waaraan hij op 2 mei van datzelfde jaar overleed.

## Theologie
Volgens Gerard den Hertog, die op Iwand promoveerde, werd Iwand vooral bekend om zijn studies in de theologie van Luther. Iwand heeft zijn uitgangspunt vooral willen nemen in Luthers leer van de onvrije wil. Volgens Gerard den Hertog, is de leer van de onvrije wil door Iwand tot het sleutelbegrip van zijn theologie gemaakt. Iwand heeft haar op deze wijze geïnterpreteerd: De mens kan niet willen dat God God is. Dat is zijn eigenlijke zonde. Maar door Jezus Christus is die zonde weggenomen, en zo de weg gebaand tot een nieuwe, „bevrijdende kennis". Iwand was niet voluit barthiaan, maar mede onder invloed van Karl Barth kwam hij tot een kritische houding ten aanzien van theologie, kerk en maatschappij. Hij doorzag vroeg de gevaren van het nationaalsocialisme en werd een radicale tegenstander van de zogenaamde Duitse Christenen, die partij hadden gekozen voor Hitler. Iwand had grote bezwaren tegen het „ontmythologiseringsprogramma” van de moderne theoloog Rudolf Bultmann, die meende dat men niet meer kon geloven in ‘mythen’ zoals de opstanding en de hemelvaart van Jezus Christus. Bij de oprichting van de Christelijke Vredesconferentie speelde Iwand een belangrijke rol. Vooral vanaf 1955 (een hoogtepunt in de Koude Oorlog) zette hij zich in voor verzoening met Oost-Europa. De preekhulpen van Iwand die  postuum zijn uitgegeven, werd zijn meest gelezen werk.

## Trivia
- In 1989 promoveerde de christelijke gereformeerde predikant Gerard Den Hertog cum laude aan de Theologische Universiteit Kampen (Oudestraat) op het proefschrift Bevrijdende kennis. Over 'de leer van de onvrije wil' in de theologie van Hans Joachim Iwand; diens doctoraalscriptie uit 1978 betrof ook iwand: Kruis als kriterium. Theologia crucis in de Predigtmeditationen van Hans-Joachim Iwand.